# Алиев, Эмиль Яшарович
Эми́ль Яша́рович Али́ев (род. 16 июня 1988, Целиноград, Казахская ССР, СССР) — казахстанский футболист, выступавший на позиции нападающего.

## Биография
Воспитанник столичной школы футбола, профессиональную карьеру начал в 2004 году в фарм-клубе «Евразия». В составе клуба в 1-й лиге чемпионата Казахстана по футболу провел 64 игры забил 19 мячей.
В 2008 году дебютирует в составе «Астаны» в игре против «Алма-Аты», в этом матче Эмиль стал автором голевой передачи.
В следующем сезоне Эмиль пытается закрепиться в составе «Жетысу», но не доиграв до конца первого круга возвращается в родной клуб. В 2010 году становиться лучшим бомбардиром «Астаны», и входит в десятку лучших бомбардиров Первой лиги.
В 2012 году переходит в «Окжетпес», за основную команду сыграл всего восемь игр и три в Кубки страны, где забил один гол. В 2013 году переходит в Байтерек, но уже через год завершает профессиональную карьеру.
Отец — Яшар Алиев, в прошлым советский футболист, вратарь.